# La Parti
La Parti était une société de production cinématographique belge créée en 1999 par Vincent Tavier, Philippe Kauffmann, Guillaume Malandrin et Stéphane Vuillet, dont les activités ont cessé en 2017. Son siège social se situait dans la commune de Saint-Gilles (Bruxelles).

## Filmographie

### Longs métrages
- 2012 : Une Estonienne à Paris d'Ilmar Raag
- 2012 : Ernest et Célestine de Stéphane Aubier, Vincent Patar et Benjamin Renner
- 2010 : Kill Me Please, de Olias Barco
- 2009 : Panique au village, de Stéphane Aubier et Vincent Patar
- 2009 : The Last Days of Emma Blank d'Alex Warmerdam
- 2008 : (N)iemand ou Nowhere Man de Patrice Toye
- 2008 : Les Bureaux de Dieu de Claire Simon
- 2008 : Stolen Art de Simon Backes
- 2007 : Peur(s) du noir de Blutch, Charles Burns, Marie Caillou, Pierre Di Sciullo, Jerry Kramsky, Lorenzo Mattotti, Richard McGuire, Michel Pirus et Romain Slocombe
- 2007 : Où est la main de l'homme sans tête, de Guillaume et Stéphane Malandrin
- 2006 : Waiter ! d'Alex Van Warmerdam
- 2006 : Komma de Martine Doyen
- 2006 : Ça m'est égal si demain n'arrive pas de Guillaume Malandrin
- 2005 : Calvaire de Fabrice Du Welz
- 2004 : Aaltra de Benoît Delépine et Gustave Kervern

### Séries télévisées
- 2003 : Panique au village, 20 épisodes de 5 minutes, de Stéphane Aubier et Vincent Patar

### Courts métrages
- 2007 : Le Livre de Lila, d'Ève Martin et Nicolas Bueno
- 2007 : Klaus Kermesse, de Daniel Lannoy
- 2007 : Dji vou veu votli, de Benoît Féroumont
- 2004 : Chez Noël, de Laurent et Manu Talbot
- 2003 : Das fantastische Nacht, des United Blaireaux
- 2002 : Pâques au tison, de Martine Doyen
- 2000 : Raconte, de Guillaume Malandrin

### Clips vidéo
- 2009 : Grand Con, pour Les Vedettes de Frédéric Fonteyne
- 2008 : The Fugitive, pour Hollywood Porn Stars d'Ève Martin et Nicolas Bueno
- 2008 : Walk in Line, pour Two Star Hotel d'Ève Martin et Nicolas Bueno
- Joeystarr, pour Les Vedettes de Marco Laguna
- 2006 : La Facture d'électricité, pour Miossec d'Alexis Destoop
- 2006 : Love and Loss, pour Venus de Virginie Gourmel
- 2006 : Si, pour Saule et les Pleureurs de Vincent Patar et Stéphane Aubier
- 2006 : Si on marchait jusqu'à demain, pour Louise Attaque de Vincent Patar et Stéphane Aubier
- 2004 : How About That, pour Gisli de Vincent Patar et Stéphane Aubier

Documentaires
- 2009 : Negritos de Stéphane Xhrouet
- 2009 : Paysans, paysannes de Michel Cauléa

En développement
- Alleluia, long-métrage de Fabrice Du Welz